# Walesi parlament
A walesi parlament (walesiül: Senedd Cymru, IPA: [ˈsɛnɛð ˈkəm.ri], angolul: Welsh Parliament) Wales egykamarás törvényhozó szervezete. Demokratikusan választott testület, törvényeket hoz Wales számára, elfogad bizonyos adókat és felügyeli a walesi kormány munkáját. 1999. májusi létrehozásától 2020 májusáig Walesi Nemzetgyűlés (Cynulliad Cenedlaethol Cymru) volt a neve.
A Senedd 60 tagból áll, akiket angolul Member of Senedd-ként ismernek (walesiül: Aelodau o'r Senedd), rövidítve "MS" (walesi: AS). 2011 óta a tagokat ötéves hivatali időtartamra választják egy további tagrendszer keretében, amelyben 40 kerület képviseli a „választókerületek” néven ismert kisebb földrajzi körzeteket, és az utólagos szavazással választanak 20 képviselőt, a  megyékből összeadódó  öt "választási régió", az arányos képviselet D'Hondt módszerével. Jellemzően a Senedd legnagyobb pártja alkotja a walesi kormányt.
A Walesi Nemzetgyűlést az 1998-as walesi kormányzati törvény hozta létre, az 1997-es népszavazás eredményét követően. A Nemzetgyűlés kezdetben nem rendelkezett elsődleges jogalkotási jogkörrel. Korlátozott jogalkotási hatáskörökre tett szert a walesi kormány 2006. évi törvénye. Elsődleges jogalkotói hatásköreit a 2011. március 3-i sikeres devolúciós (decentralizálós) népszavazást követően megerősítették, ami azt jelenti, hogy az Egyesült Királyság parlamentje vagy Wales államtitkára már nem konzultálnak, ha a Walesi Nemzetgyűlés a 20 decentralizált területhez kapcsolódó jogi aktusokat fogad el.Ezeket a hatásköröket tovább bővítette a 2014. évi walesi törvény és a 2017. évi walesi törvény, amely utóbbi a közgyűlést a skót parlamenthez hasonló fenntartott hatáskörű decentralizációs modellre helyezte át. 2020 májusában a Nemzetgyűlést átnevezték "Senedd Cymru" -ra vagyis "a walesi parlamentre", amikor hatályba lépett a 2020. évi Senedd és a Választások (Wales) törvény 2. szakasza. A Seneddre háruló ügyek közé tartozik az egészségügy, az oktatás, a gazdasági fejlesztés, a közlekedés, a környezetvédelem, a mezőgazdaság, az önkormányzat és egyes adók.